# شوغر هيل
شوغر هيل (بالإنجليزية: Sugar Hill, Georgia)‏ هي مدينة تقع في مقاطعة غوينيت، جورجيا بولاية جورجيا في الولايات المتحدة. تبلغ مساحة هذه المدينة 23.7 (كم²)، وترتفع عن سطح البحر 350 م، بلغ عدد سكانها 18522 نسمة في عام 2010 حسب إحصاء مكتب تعداد الولايات المتحدة.

## أعلام
- ميتش هايت

## وصلات خارجية
- Cities & Counties - Georgia.gov